# Канкаки-торрент
Канкаки-торрент (англ. Kankakee Torrent) — катастрофическое наводнение, произошедшее около 19 000 лет назад и откалиброванное несколько лет назад на Среднем Западе США. Это произошло в результате прорыва морен, образующих большое ледниковое озеро, питаемое таянием ледяного покрова позднего Висконсина и Лаврентиды. Местом возникновения наводнения было озеро Чикаго. Ландшафт к югу от Чикаго всё ещё показывает влияние потока, особенно в Государственном парке Канкаки-Ривер и на реке Иллинойс в Государственном парке Старвед-Рок.

## Особенности геоморфологии
Канкаки-торрент был ответственным за обширную модификацию речных долин рек Канкаки и Иллинойса и рельефа местности, характерных для меганаводнения. И река Канкаки, и река Иллинойс в значительной степени следуют путям, проложенным потоком, и этот процесс, как считается, занял всего несколько дней. Наиболее заметным сегодня является регион в северо-центральной части штата Иллинойс, известный как Старвед-Рок (от англ. Starved Rock букв. — «изморённая голодом скала», «голодная скала»); в то время как большая часть Иллинойса расположена на низменной равнине с небольшим перепадом высот, в государственном парке Старвед-Рок есть несколько каньонов, которые были созданы в Канкаки-торрент. Другой совершенно отличный геологический эффект, оставшийся от Канкаки-торрент, — это существование «песчаных прерий». Песчаные прерии существуют там, где огромные паводковые воды прекратили своё движение и осаждали большое количество песка. Когда прибыли европейские поселенцы, одним из оставшихся признаков этих отложений были песчаные дюны, расположенные вдоль участков разлива.
Река Канкаки также имеет несколько особенностей, которые являются прямым результатом катастрофического наводнения. Государственный парк реки Канкаки включает в себя все типы объектов, которые сформировались в результате катастрофического наводнения. На протяжении большей части своего пути притоки входят в Канкаки через водопады, явление, известное как «висячие притоки». Это связано с тем, что наводнение привело к тому, что Канкаки оказался намного глубже, чем обычная эрозия реки, и эрозия коренной породы вдоль медленно движущихся притоков никогда не настигла. Этот эффект наиболее очевиден, когда Рок-Крик присоединяется к Канкаки. Государственная геологическая служба штата Иллинойс сообщает, что Рок-Крик прорезает породу доломита до точки водопада, выше по течению от его впадения в реку Канкаки, со скоростью 76 мм в год.
Эффекты Канкаки-торрента не ограничивались северо-восточным Иллинойсом. Реки Огайо и Миссисипи, по-видимому, изменили свои пути из-за Канкаки-торрента, причём Огайо вытеснили дальше на юг, а Миссисипи дальше на запад.

## Гипотеза о потопе
Район подстилается доломитовой породой силурского периода. Предледниковая эрозия поверхности коренной породы создала неровную поверхность, позволяя ледниковому дрейфу изменяться по глубине на короткие расстояния. Некоторые области подстилаются коренными породами у поверхности; в других областях это может быть 30 м глубиной. Некоторые холмы имеют исключительно ледниковый дрейф; другие могут быть полностью из известняка.
Вода поступала из тающего ледника Валпарейзо, который формировался сначала в Манхэттенскую морену, а затем и другие морены на северо-восток в моренной системе Валпарейзо. Талая вода поступала из трёх ледниковых долин Лаврентидного ледяного щита. В дополнение к талой воде из доли Мичигана в бассейне Мичигана, талая вода поступала из доли Гурона-Эри на восток в долине Моми в Огайо и из доли Стерджиса, выходящей из Мичигана через северо-восточную Индиану. Вода отступила за Марсельскую морену, образовав серию озёр. В бассейне Морриса было озеро Ваупонзи (англ. Lake Wauponsee), которое достигло восточной части долины Канкаки в Индиане. Он протекал на юг через реку Ирокез, в озеро Ватсека (англ. Lake Watseka), через хребет Чатсворт (англ. Chatsworth ridge) мореновой системы Марсель, к долине реки Вермиллион, за Понтиаком, штат Иллинойс. Объём воды был заблокирован в промежутке в морене Фарм-Ридж (англ. Farm Ridge moraine), подразделение моренной системы Блумингтон (англ. ) вблизи Ласаля, штат Иллинойс. Это засорение создало озеро Оттава (англ. ) между хребтом Фарм-Ридж и Марсельской мореной в долине Иллинойса, и озеро Понтиак (англ. ) между Кропси (единицей моринговой системы Блумингтона) и Марсельскими моренами в долине Вермильон (англ. Vermilion Valley).

## Разлив
Потоп произошёл не один раз и не сразу, это было повторяющееся событие, возможно, в течение сотен лет. С годами он становился всё больше и больше пока в какой-то момент не достиг максимума, а затем, когда ледник Валпарейзо отступил, потоп постепенно поутих. До потока долина реки Канкаки около города Канкаки, штат Иллинойс, не была ни глубокой, ни широкой. Это была широкая равнина Марсельского дрейфа с небольшой рекой. Ранние оттоки распространились по этой равнине. На самом высоком уровне поток нашёл каналы в хребте Минока (англ. Minooka) и протекал через хребет к дрейфующей равнине на западе. Поскольку отток продолжался, дрейфующая Марсельская равнина (англ. Marseilles plain) на востоке была размыта. Это устранило большую часть дрейфа и даже начало разрушаться в силурийском доломите внизу. На последних этапах каналы были обрезаны в коренной породе.
Область вдоль южного берега реки Канкаки, к западу от Канкаки, штат Иллинойс, состоит из длинных узких хребтов, ведущих на северо-запад. Это гравийные слитки из Канкаки. Сила оттока вымыла часть доломитовой породы, которую можно увидеть в гравийных барах. Сильный поток воды переносил эрратические валуны вниз по течению и сдвигал ледниковую кору с почв. Более быстрый поток к центру создал канал, по которому всё ещё следует современная река. Потопы были ограничены межморенными каналами, которые двигали его на запад, а затем на юг. Достигнув области Ласаля, штат Иллинойс, наводнение вошло в исконную долину Миссисипи, ныне заброшенную. Район, где была соединена старая долина Миссисипи, называется Большой изгиб реки Иллинойс (англ. Big Bend of the Illinois River).

## Вымывание
Вымытый ледник был перенесён за пределы района Канкаки. Более грубые выбросы, состоящие из более грубых кусков местного дрейфа и обломков, вырванных из коренной породы, превратились в бары вдоль реки. В конце оттока более лёгкие пески и ил откладывались в барах и по дну долины. Песок был перенесён и сложен ветром в песчаные дюны на юге и юго-востоке. Песчаные отмели также располагаются далеко на юг, как и Государственный лес Санд-Ридж в центральной части штата Иллинойс.